# メッチェン・アミック
メッチェン・アミック（Mädchen Amick、1970年12月12日 - ）は、アメリカ合衆国ネバダ州出身の女優。『ツイン・ピークス』のシェリー・ジョンソン役で名を知られる。名前の米国での英語発音はメイドシェン・エイミック（[ˈmeɪdʃən ˈeɪmɪk] MAYD-shən AY-mik）、本来のドイツ語での発音はメートヒェン・アミック。普通でない名前をつけたいというドイツ系の両親の願いからドイツ語で「乙女（若い女性）」を意味する「Mädchen」を名前としてつけられた。

## 概要
魔性の女、夫がありながら他の男と密通する女性を演じることが多かった。テレビ版の『ツイン・ピークス』では、序章から夫のレオ・ジョンソンにかくれてボビー・ブリッグスと、そして、『水曜日に抱かれる女』では、夫がありながら他の男と不倫。『完全犯罪』でも、ジョン・リスゴー演じる銀行家の夫がありながら、出所してきた昔の恋人と体の関係を結ぶ。同名のテレビドラマ・オムニバスでも、キーファー・サザーランド演じるボクサーが帰宅したときに間男を連れ込んでいる妻の役を演じていた。

## 主な出演作

### 映画
- スティーブン・キング スリープウォーカーズ Sleep Walkers (1992)
- ツイン・ピークス/ローラ・パーマー最期の7日間 Twin Peaks: Fire Walk With Me (1992)
- 水曜日に抱かれる女 Dream Lover (1993)
- 完全犯罪 Love Cheat & Steal (1993)
- パラダイスの逃亡者 A Trapped in Paradise (1994)
- 殺人ドットコム Hangman (2000)
- プリースト Priest (2011)

### テレビ
- 新スタートレック Star Trek: The Next Generation (1989) - アーニャが変身した少女役
- ベイウォッチ Baywatch (1989) - ローリー・ハリス役
- ドレス I'm Dangerous Tonight (1990) - アミー役（テレビ映画）
- ツイン・ピークス Twin Peaks (1990-1991,2017) - シェリー・ジョンソン役
- ドーソンズ・クリーク Dawson's Creek (1999) - ニコール・ケネディ役
- ギルモア・ガールズ Gilmore Girls (2002) - シェリー・ティンスデール役
- ER緊急救命室 ER (2004-2005) - ウェンデル・ミード役
- ジョーイ Joey (2005)
- ロー&オーダー Law & Order (2006) - アリッサ・グッドウィン役
- ゴシップガール Gossip Girl (2008) - キャサリン・ビートン公爵夫人役
- ダメージ Damages (2010) - ダニエル・マルケッティ役
- CSI:ニューヨーク CSI: NY (2010) - オーブリー・ハンター役
- ホワイトカラー White Collar (2011) - セリーナ・トーマス役
- サイク/名探偵はサイキック? Psych (2012) - ジャクリーン・マデロス役
- ビューティ＆ビースト 美女と野獣 Beauty & the Beast (2012) - ロイス・ホイットワース役
- リンガー 〜2つの顔〜 Ringer (2012) - グリアー・シェリダン役
- ザ・プロテクター/狙われる証人たち In Plain Sight (2012) - スーザン・キャンベル役
- MAD MEN マッドメン Mad Men (2012) - アンドレア・ローズ役
- 私はラブ・リーガル Drop Dead Diva (2012) - ジーナ・ブラント役
- ポリティカル・アニマルズ Political Animals (2012) - ミンディ・メイヤーズ役
- イーストエンドの魔女たち Witches of East End (2013-2014) - ウエンディ・ボーシャン役
- アメリカン・ホラー・ストーリー：ホテル American Horror Story: Hotel (2015) - エリソン夫人役
- LOVE ラブ 	Love (2016-2017) - アリアの母親役
- セカンド・チャンス 造られた男 Second Chance (2016) - ジョアン・ソーローダー役
- リバーデイル Riverdale (2017) - アリス・クーパー役